# Chamouille
Chamouille – miejscowość i gmina we Francji, w regionie Hauts-de-France, w departamencie Aisne.
Według danych na styczeń 2014 roku gminę zamieszkiwało 270 osób, a gęstość zaludnienia wynosiła 80,8 osób/km².